# Palythoa bertholeti
Palythoa bertholeti is een Zoanthideasoort uit de familie van de Sphenopidae. De wetenschappelijke naam van de soort is voor het eerst geldig gepubliceerd in 1867 door Gray.